# Jan Tulleken
Johannes Petrus Wilhelmus ("Jan") Tulleken (Haarlem, 30 november 1883 – Haarlem, 3 november 1962) was een Nederlandse wielrenner. Hij was professioneel wielrenner van 1906 tot 1928. Hij werd in 1907 Nederlands kampioen op de weg en in 1909, 1912 en 1915 op het onderdeel sprint op de baan.